# هاکان دالبی
هاکان دالبی (انگلیسی: Håkan Dahlby؛ زادهٔ ۱۵ سپتامبر ۱۹۶۵) ورزشکار ورزش تیراندازی اهل سوئد است.